# Reprezentacja Libanu U-23 w piłce nożnej mężczyzn
Reprezentacja Libanu U-23 w piłce nożnej – młodzieżowa reprezentacja Libanu sterowana przez Libański Związek Piłki Nożnej. Mecze rozgrywa na Camille Chamoun Sports City Stadium w Bejrucie.
Drużyna nigdy nie zakwalifikowała się na Igrzyska Olimpijskie. Wystąpiła jedynie na Igrzyskach azjatyckich w 1998.